# Apodemia mejicanus
Apodemia mejicanus är en fjärilsart som beskrevs av Hans Hermann Behr 1865. Apodemia mejicanus ingår i släktet Apodemia och familjen Riodinidae. Inga underarter finns listade i Catalogue of Life.

## Bildgalleri

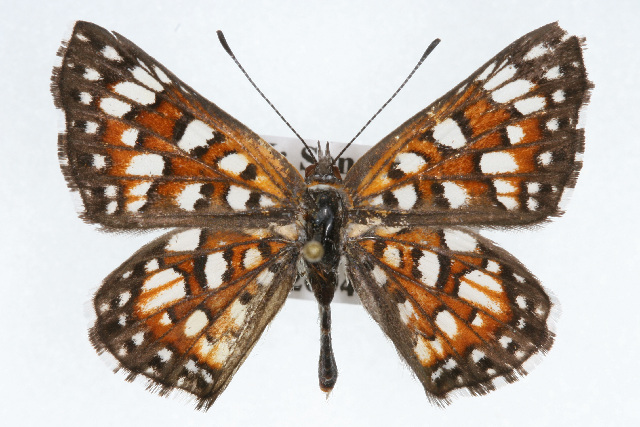